# Protaktínium-pentaklorid
A protaktínium-pentaklorid protaktíniumból és klórból álló kémiai vegyület, képlete PaCl5. Sárga monoklin kristályokat alkot, kristályait 7-es koordinációjú ötszögletű bipiramid láncok alkotják.
Tércsoport C2/c. Rácsállandók a = 797 pm
b = 1135 pm
b = 836 pm
β = 106,4°

## Fordítás
Ez a szócikk részben vagy egészben  a   Protactinium(V)-chlorid című német Wikipédia-szócikk fordításán alapul.  Az eredeti cikk szerkesztőit annak laptörténete sorolja fel. Ez a jelzés csupán a megfogalmazás eredetét és a szerzői jogokat jelzi, nem szolgál a cikkben szereplő információk forrásmegjelöléseként.